# A lumi spenti
A lumi spenti (After the Show) è un film muto del 1921 diretto da William C. de Mille e interpretato da Jack Holt, Lila Lee, Charles Ogle. 
La sceneggiatura firmata da Vianna Knowlton e Hazel Christie MacDonald si basa su The Stage Door, racconto breve di Rita Weiman pubblicato a New York in More Aces nel 1925.

## Trama

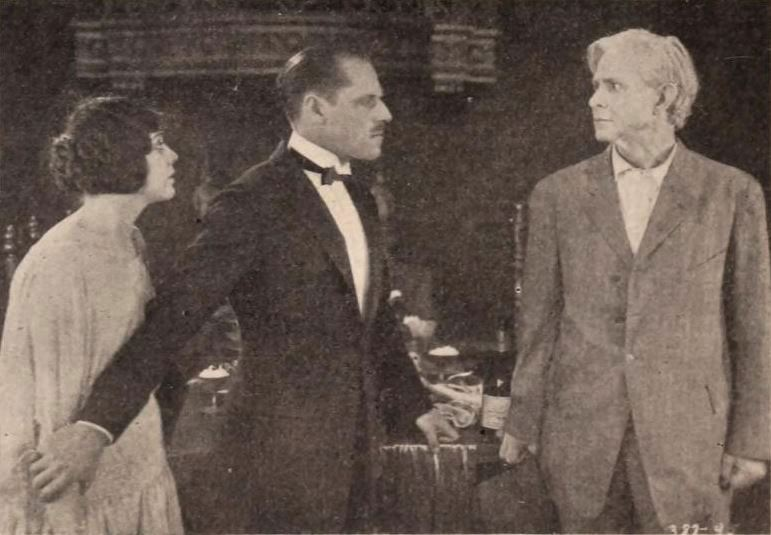
Lila Lee, Jack Holt, Charles Ogle

Pop O'Malley è un ex attore che ora lavora come portiere in un teatro. Eileen, una giovane ballerina che lui, come un padre, ha preso sotto la sua protezione, si trova in difficoltà e Pop la invita a stare a casa sua. Presto si rende conto che la ragazza si sente attratta da Larry Taylor, un milionario che finanzia lo spettacolo e che la corteggia. Nonostante le obiezioni di Pop che l'avverte del pericolo che potrebbe correre, Eileen si innamora di lui. Quando Pop viene a sapere che lei ha accettato un invito a una festa nella residenza estiva di Taylor, decide di seguirla. Ma, di fronte alla sua richiesta di andarsene con lui, Eileen rifiuta di dargli retta. Pop si taglia un polso con una bottiglia rotta e Larry, per salvargli la vita, offre il suo sangue per la trasfusione. Il vecchio attore, quando si riprende, è ancora furibondo, ma, sentendo che Larry ha intenzioni serie nei confronti di Eileen, finalmente si arrende.

## Produzione
Le riprese del film, prodotto dalla Famous Players-Lasky Corporation, iniziarono a inizio maggio 1921.

## Distribuzione
Il copyright del film, richiesto dalla Famous Players-Lasky Corp., fu registrato il 30 ottobre 1921 con il numero LP17172.
Negli Stati Uniti, il film - presentato da Jesse L. Lasky - fu distribuito dalla Famous Players-Lasky Corporation e Paramount Pictures e fu proiettato in prima a Seattle il 9 ottobre 1921. Il 22 gennaio 1923, il film uscì in Danimarca come Efter Forestillingen; in Francia, la Paramount lo presentò il 13 aprile 1923 con il titolo Le Vieux Comédien. La Famous Players distribuì il film in Italia nel 1925 ottenendo il visto di censura numero 20284 in appello, dopo che il film in precedenza era stato in prima istanza vietato.
Non si conoscono copie ancora esistenti della pellicola che viene considerata presumibilmente perduta.